# Alcedo websteri
Alcedo websteri é uma espécie de ave da família Alcedinidae.
É endémica da Papua-Nova Guiné.
Os seus habitats naturais são: florestas subtropicais ou tropicais húmidas de baixa altitude, rios, lagos de água doce e marismas de água doce.
Está ameaçada por perda de habitat.